# Etnocentrismo
O etnocentrismo é a tendência a observar o mundo desde a perspectiva particular do povo e cultura a que se pertence. Pode-se definir o etnocentrismo como uma atitude individual ou coletiva que coloca a etnia da qual se faz parte como eixo central de uma determinada interpretação ou concepção do mundo, sem necessariamente conduzir à crença de que a sua própria raça ou grupo étnico são superiores aos demais povos e raças que compõem a humanidade.
Antropólogos como Franz Boas ou Bronislaw Malinowski representam o sector anti-etnocêntrico da antropologia, veiculando nas suas obras que a ciência deverá transcender o etnocentrismo do cientista, desenvolvendo o princípio do relativismo cultural.
Contudo, o teórico Guillaume Faye definiu o etnocentrismo na obra "Pourquoi nous combattons. Manifeste de la résistance européenne" (L’Æncre, 2001) como sendo a «Convicção mobilizadora, própria dos povos que perduram na história, que define a etnia à qual se pertence como um eixo central e superior, devendo-se para tal conservar a sua identidade étnica a fim de se perpetuar na história.
O etnocentrismo é a condição psicológica da sobrevivência de um povo (ou mesmo de uma nação) na história. Esta última não é o campo da objetividade intelectual, mas o da vontade de poder, da competição e da seleção. Vaticinações escolásticas para saber se “a superioridade em si existe ou não existe” são totalmente irrelevantes. A convicção íntima de ser superior e de estar no seu direito inerente é indispensável à ação e ao sucesso na luta pela sobrevivência